# Martarega membranacea
Martarega membranacea är en insektsart som beskrevs av White 1879. Martarega membranacea ingår i släktet Martarega och familjen ryggsimmare. Inga underarter finns listade i Catalogue of Life.